# Casimir Oyé Mba
Pour les articles homonymes, voir Mba.
Casimir Oyé Mba, né le 20 avril 1942 à Nzamaligué (Komo-Mondah) et mort le 16 septembre 2021 à Clichy, est un homme d'État gabonais, issu de l'ethnie fang.

## Formation
Originaire d'une famille modeste de Libreville, il part faire ses études supérieures en France. Il obtient en 1965 une licence de droit et de sciences politiques à l'université de Rennes, un DESS de droit à la faculté de droit de Paris en 1966, et un doctorat en 1969 de cette même faculté. Il suit ensuite une formation diplômante en finances au Centre d'études financières, économiques et bancaires (CEFEB) de la Caisse centrale de coopération économique.

## Carrière
Il effectue l'ensemble de sa carrière professionnelle au sein de la BEAC (Banque des États de l'Afrique centrale), où il gravit les échelons, de simple stagiaire jusqu'au poste de gouverneur qu'il occupe de 1978 à 1990. Dans l'intervalle, il occupe parallèlement le poste de gouverneur suppléant du FMI pour le Gabon, de septembre 1969 à décembre 1976. Il préside l'Association des banques centrales africaines de 1986 à 1988. 
Le 3 mai 1990, il est nommé Premier ministre par Omar Bongo, poste qu'il conserve jusqu'au 2 novembre 1994. Le 21 octobre 1990, il est élu député du département de Komo-Mondah dans la province de l'Estuaire  sous l'étiquette du parti démocratique gabonais auquel il adhère depuis 1973.
Après 1994, il est maintenu dans le gouvernement de son successeur Paulin Obame Nguema en tant que ministre des Affaires étrangères et de la Coopération, jusqu'en 1999.
Par la suite, Casimir Oyé Mba est nommé ministre de la Planification et de l'Élaboration des programmes en janvier 1999, sous le gouvernement de Jean-François Ntoutoume Emane, puis permuté avec son collègue Richard Auguste Onouviet au poste de ministre des Mines, du Pétrole et de l'Énergie. 
En 2009, il se présente à l'élection présidentielle anticipée sans étiquette, après avoir démissionné du gouvernement. Il affirme vouloir être « le vrai candidat du consensus », en opposition à Ali Bongo, candidat officiel du parti au pouvoir, le PDG, avant de se désister sans donner de consigne de vote. 
Il annonce sa candidature à l'élection présidentielle de 2016 sous l'étiquette Union nationale et se retire finalement une quinzaine de jours avant le scrutin en faveur de Jean Ping.
Il est marié à la femme politique Paulette Missambo.